# AeroItalia
Aeroitalia SRL est une compagnie aérienne italienne,. Elle exploite une flotte principalement composée de Boeing 737-800 vers des destinations européennes depuis sa base à l'Aéroport de Bergame.

## Histoire
La compagnie aérienne a été lancée en 2022 par un ancien consultant du ministère italien des infrastructures et des transports, Francesco Gaetano Intrieri, qui est le PDG d'AeroItalia.

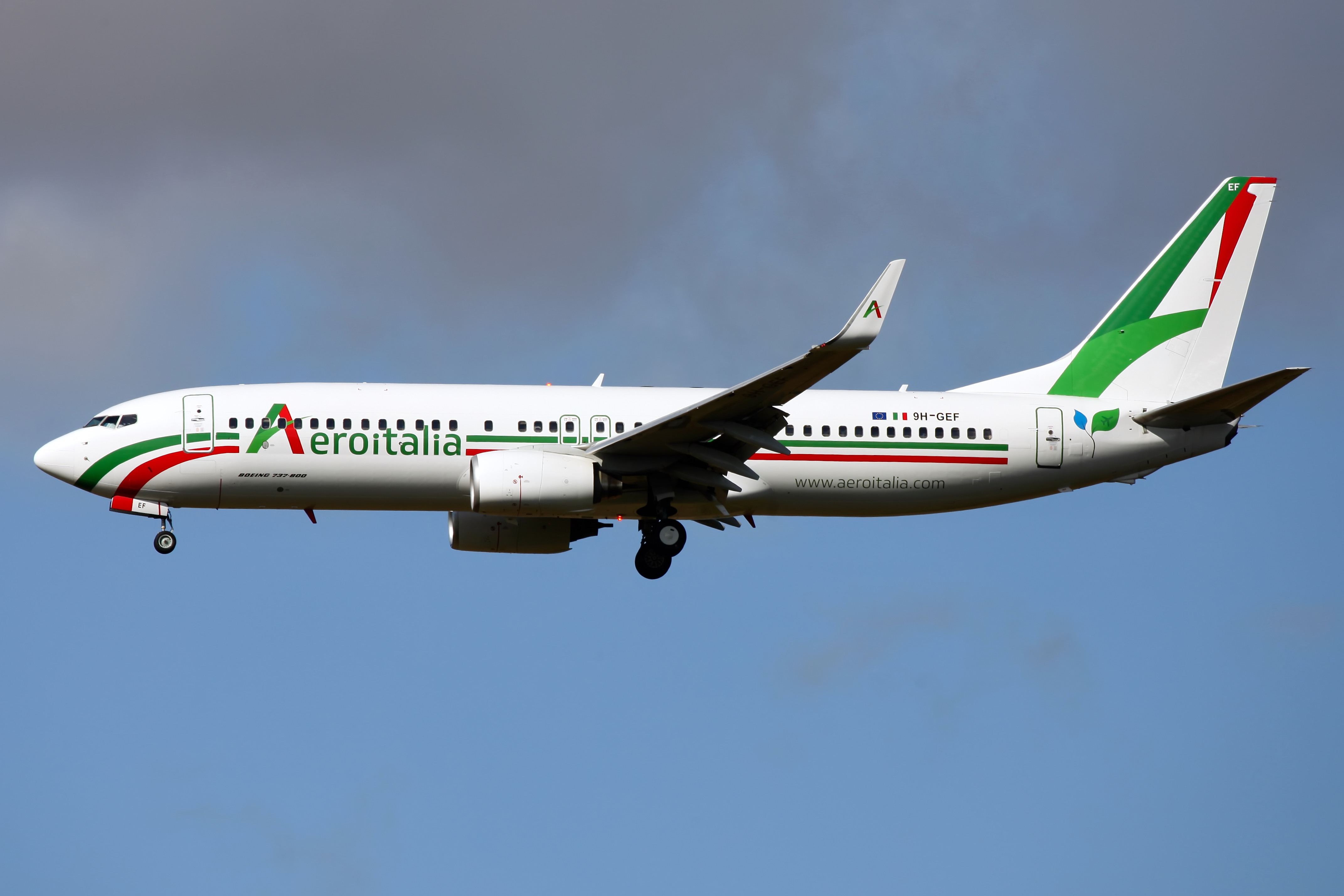
Un Boeing 737-800NG aux couleurs de la compagnie. Comme pour le reste de la flotte d'AeroItalia, celui-ci est immatriculé à Malte (9H).

Le 9 juillet 2022, elle a commencé à exploiter des vols réguliers depuis sa base de Forlì vers des destinations nationales et européennes. La compagnie aérienne prévoit d'avoir des vols vers les États-Unis et l'Amérique latine d'ici 2023.

## Destinations
| Ville     | Aéroport                                        |
| --------- | ----------------------------------------------- |
| Alghero   | Aéroport d'Alghero-Fertilia                     |
| Bergame   | Aéroport international de Bergame-Orio al Serio |
| Bologne   | Aéroport de Bologne-Borgo Panigale              |
| Brindisi  | Aéroport de Brindisi                            |
| Catane    | Aéroport de Catane-Fontanarossa                 |
| Comiso    | Aéroport de Comiso                              |
| Forlì     | Aérodrome de Forlì                              |
| Lampedusa | Aérodrome de Lampedusa                          |
| Milan     | Aéroport de Milan-Linate                        |
| Naples    | Aéroport de Naples-Copodichino                  |
| Olbia     | Aéroport d'Olbia                                |
| Palerme   | Aéroport de Palerme                             |
| Pérouse   | Aéroport de Pérouse-Sant'Egidio                 |
| Rome      | Aéroport Léonard-de-Vinci de Rome Fiumicino     |
| Trapani   | Aéroport de Trapani                             |
| Vérone    | Aéroport de Vérone                              |

| Pays     | Ville     | Aéroport                                             |
| -------- | --------- | ---------------------------------------------------- |
| Grèce    | Héraklion | Aéroport international d'Héraklion Níkos-Kazantzákis |
| Grèce    | Kárpathos | Aéroport de l'île de Karpathos                       |
| Grèce    | Mykonos   | Aéroport de l'île de Mykonos                         |
| Grèce    | Zante     | Aéroport international de Zante                      |
| Roumanie | Bacău     | Aéroport international Georges-Enesco                |
| Roumanie | Bucarest  | Aéroport de Bucarest Aurel Vlaicu Airport            |

## Flotte
Au mois d’avril 2025, la flotte d’Aeroitalia est composée des appareils suivants, :

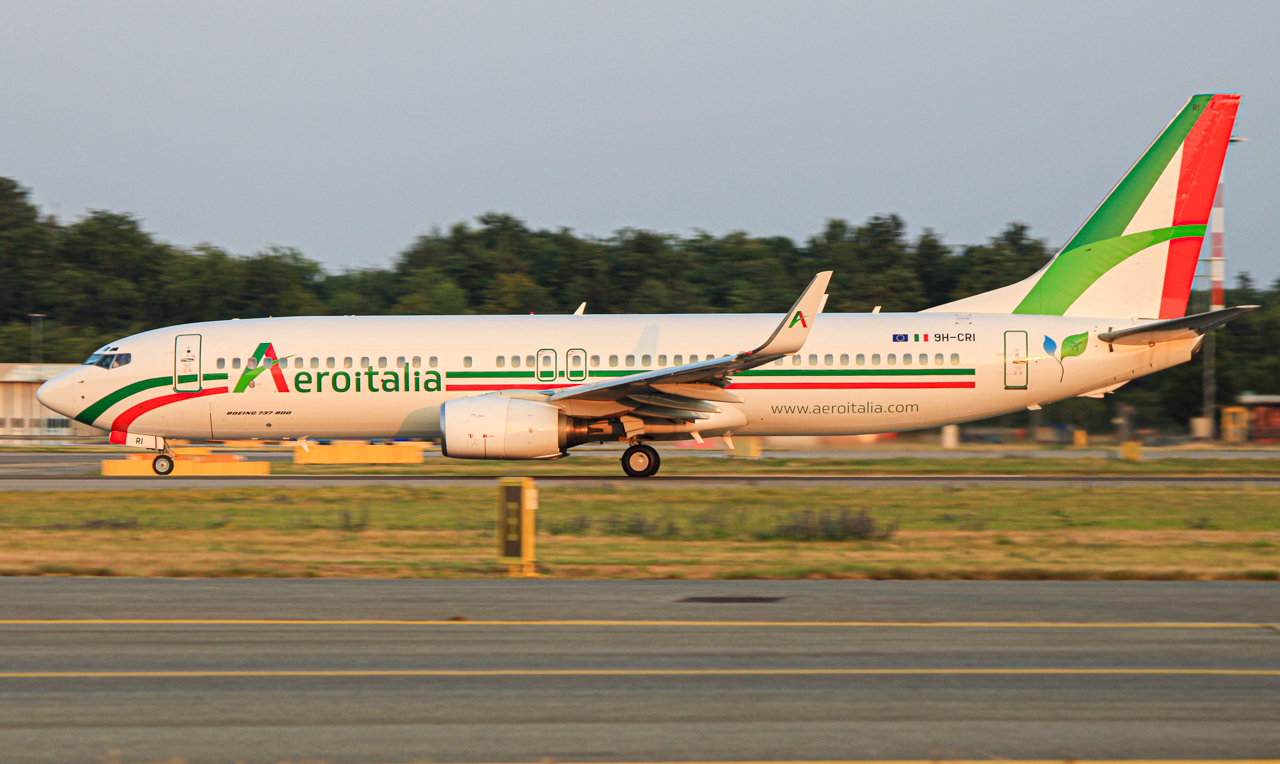
Boeing 737-800 d’Aeroitalia.

| Appareil         | En service | Commandes | Passagers | Notes                           |
| ---------------- | ---------- | --------- | --------- | ------------------------------- |
| ATR 72-600       | 2          | –         | 68        |                                 |
| Airbus A319-100  | 1          | –         | 144       |                                 |
| Boeing 737-400   | 1          | –         | 168       | Parqué                          |
| Boeing 737-800   | 9          | –         | 189       | Sous immatriculations maltaises |
| Boeing 737 MAX-8 | –          | 3         | 189       |                                 |
| Embraer 175      | 1          | –         | 88        | Sous immatriculations grecques  |
| Embraer 190      | 1          | –         | 100       | Sous immatriculations grecques  |
| Total            | 15         | 3         |           |                                 |